# UNA-UNSO
L'Assemblea Nazionale Ucraina, abbreviata in UNA (in ucraino: Українська Національна Асамблея) è stato un partito politico ucraino di stampo neofascista.
L'ala paramilitare dell'UNA (l'UNSO) è  conosciuta soprattutto per aver partecipato, al fianco della Georgia contro Russia, Abcasia e Ossezia del Sud, nella seconda guerra in Ossezia del Sud nel 2008, ma anche nel 1991 in Lituania, nel colpo di stato sovietico e persino in Cecenia.